# マ・メール・ロワ
『マ・メール・ロワ』（仏: Ma Mère l'Oye）は、モーリス・ラヴェルが「マザー・グース」を題材にして作曲したピアノ四手連弾の組曲。また、それをベースとした管弦楽組曲およびバレエ音楽。

## ピアノ連弾版
オリジナルの連弾曲は、子供好きの（しかし独身であった）ラヴェルが、友人であるゴデブスキ夫妻の2人の子、ミミとジャンのために作曲し、この姉弟に献呈された。
1908年から1910年にかけて作曲され、1910年4月20日、パリ・ガヴォーホールで開かれた独立音楽協会（SMI）の第1回演奏会において初演された。本来はミミとジャンが弾くことを想定して作曲されたが、それでも幼い姉弟が演奏するには難しかったため、マルグリット・ロンの弟子、ジャンヌ・ルルーとジュヌヴィエーヴ・デュロニーが演奏した。
「親指小僧」「パゴダの女王レドロネット」「美女と野獣の対話」には、原作から短文が引用・付記されている。
第1曲 眠れる森の美女のパヴァーヌ（Pavane de la belle au bois dormant）
4分の4拍子 Lent（ゆっくりと）
シャルル・ペローの童話集『マ・メール・ロワ（マザーグース）』の「眠れる森の美女」から。
第2曲 親指小僧（Petit Poucet）
4分の2拍子 Très modéré（とても中庸に）
『マ・メール・ロワ』から。曲名に関しては「一寸法師」という訳があてられることもある。
第3曲 パゴダの女王レドロネット（Laideronnette, impératrice des pagodes）
4分の2拍子 Mouvement de marche（マーチのリズムで）
ドーノワ伯爵夫人マリー・カトリーヌ（1650年頃 - 1705年）の『緑の蛇』から。パゴダとは塔を意味し、そこに住む中国製の首振り陶器人形の物語。
第4曲 美女と野獣の対話（Les entretiens de la belle et de la bête）
4分の3拍子 Mouvement de Valse très modéré（とても中庸なワルツのリズムで）
マリー・ルプランス・ド・ボーモン（1711年 - 1780年）の『子供の雑誌、道徳的な物語』からの「美女と野獣」に基づく。
評論家ロラン・マニュエルは、エリック・サティの「ジムノペディ」の影響を指摘している。
第5曲 妖精の園（Le jardin féerique）
4分の3拍子 Lent et grave（ゆっくりと荘重に）
「眠りの森の美女のパヴァーヌ」と同じくペローの「眠れる森の美女」から。眠りについた王女が王子の口づけで目を覚ますシーン。

## 管弦楽版
編成
- 木管楽器

フルート2（ピッコロ1持ち替え）、オーボエ2（コーラングレ1持ち替え）、クラリネット2（B♭管及びA管）、ファゴット2（コントラファゴット持ち替え）
- 金管楽器

ホルン（F管）2
- 打楽器

ティンパニ、トライアングル、スネアドラム（バレエ版のみ）、シンバル、バスドラム、タムタム、シロフォン、鍵盤付きグロッケンシュピール
- 編入楽器

チェレスタ、ハープ
- 弦五部

### 組曲版
管弦楽組曲版は、連弾組曲をそのまま管弦楽編曲したもので、1911年初頭に編曲された。終曲「妖精の園」はラヴェル一流のオーケストレーションによる壮麗な大団円で全曲が締めくくられる。
演奏時間は約17分。

### バレエ版
テアトル・デザール（芸術劇場）の支配人、ジャック・ルーシェ（Jacques Rouché）からの依頼により、1911年から翌1912年初頭にかけて編曲。曲順を入れ替え、新たな曲（前奏曲、紡車の踊り、複数の間奏曲）を付け加える形で編曲された。初演は1912年1月28日、ラヴェル自身の台本、ジャンヌ・ユガール夫人の振付、ガブリエル・グロヴレーズの指揮による。バレエ版は依頼主のジャック・ルーシェに献呈された。
- 前奏曲（Prélude）

（間奏）
- 第1場 紡車の踊りと情景（Danse du rouet et scène）
「眠れる森の美女」の情景
- 第2場 眠れる森の美女のパヴァーヌ（Pavane de la belle au bois dormant）

（間奏）
- 第3場 美女と野獣の対話（Les entretiens de la belle et de la bête）

（間奏）
- 第4場 親指小僧（Petit Poucet）

（間奏）
- 第5場 パゴダの女王レドロネット（Laideronette, impératrice des pagodes）

（間奏）
- 終曲 妖精の園（Le jardin féerique）

演奏時間は約27分。

## 関連作品
- 『子供の情景』（ロベルト・シューマン）
- 組曲『ドリー』（ガブリエル・フォーレ）
- 『子供の領分』（クロード・ドビュッシー）
- 歌曲集『子供部屋』（モデスト・ムソルグスキー）